# Vancouver Rehearsal Tapes
Vancouver Rehearsal Tapes és un EP de la banda estatunidenca de rock alternatiu R.E.M.. Es va publicar el 14 d'octubre de 2003 i conte diverses cançons que van enregistrar a Vancouver el 10 de maig de 2003, quan assajaven per la seva gira promocional de l'àlbum In Time: The Best of R.E.M. 1988–2003. Inicialment només estigué disponible a través d'iTunes, i posteriorment en les publicacions iTunes Originals – R.E.M. i Live from London.

## Llista de cançons
| Núm.          | Títol                                                         | Durada |
| ------------- | ------------------------------------------------------------- | ------ |
| 1.            | «Maps and Legends» (original de Fables of the Reconstruction) | 3:18   |
| 2.            | «Tongue» (original de Monster)                                | 3:51   |
| 3.            | «Little America» (original de Reckoning)                      | 2:59   |
| 4.            | «So. Central Rain (I'm Sorry)» (original de Reckoning)        | 3:28   |
| 5.            | «Imitation of Life» (original de Reveal)                      | 3:50   |
| Durada total: | Durada total:                                                 | 17:26  |